# 李承勋 (五代)
李承勋（9世纪？—913年？），唐朝末年五代十国初年将领。
李承勋在李克用属下与伊广同为牙将，善于出使其他方镇，闻名军中，官至太原少尹。幽州刘守光自称燕国皇帝，李存勗派李承勋往使，问其衅端。李承勋见刘守光，如同藩镇聘问之礼，谒者强迫他行朝礼称臣，李承勋宁死不屈，说：“我是大国使臣，太原亚尹，是唐朝皇帝任命，燕主自可让其部下称臣，怎可让我称臣！”被刘守光所拘禁，诘问他：“臣服我吗？”李承勋说：“燕君能使我王称臣，则我就称臣；我有死而已，安敢辱命！”最后在燕地遇害。